# Love in the Time of Cholera (мини-альбом)
Love in the Time of Cholera (с англ. — «Любовь во время холеры», исп. Amor en los Tiempos del Cólera) — мини-альбом колумбийской певицы Шакиры. Записан для фильма Любовь во время холеры (2007).

## Список композиций
| №                   | Название               | Автор(ы)             | Длительность |
| ------------------- | ---------------------- | -------------------- | ------------ |
| 1.                  | «Hay amores»           | Shakira, Pedro Aznar | 3:18         |
| 2.                  | «Despedida»            | Shakira, Aznar       | 2:52         |
| 3.                  | «Pienso en Ti» (bonus) | Shakira, Ochoa       | 2:25         |
| Общая длительность: | Общая длительность:    | Общая длительность:  | 9:55         |